# Вселенная извращённого детства
«Вселе́нная извращённого де́тства» (англ. The Twisted Childhood Universe; сокр. TCU), также известная как «Пухвёрс» (англ. Poohniverse) — британская серия фильмов и независимая общая вселенная слэшеров, созданная киностудией Jagged Edge Productions во главе с Рисом Фрейк-Уотерфилдом. В центре внимания фильмов — персонажи детских произведений, переосмысленные как злодеи-убийцы; были показаны Винни-Пух, Питер Пэн и Бэмби, в планах — появление Пиноккио.
Первый и наиболее известный фильм франшизы, «Винни-Пух: Кровь и мёд», получил разгромные отзывы от критиков, но вопреки этому оказался коммерчески успешным. Критика была направлена на сценарий, актёрскую игру, режиссуру и операторскую работу. В итоге картина получила пять антипремий «Золотая малина», что побудило Фрейк-Уотерфилда работать над повышением качества будущих фильмов. На данный момент мировые сборы франшизы превысили $ 17,1 млн.

## Разработка
В январе 2022 года повесть «Винни-Пух» 1926 года и её персонажи перестали охраняться авторским правом Disney и стали достоянием общественности; воспользовавшись этим, независимая студия Jagged Edge Productions начала работу над фильмом ужасов, переосмысливающим сюжет книги — «Винни-Пух: Кровь и мёд». После появления первых промо-кадров хоррор быстро завирусился в сети, и при бюджете в 50 тысяч долларов собрал в мировом кинопрокате 5 млн долларов. На волне такого успеха Jagged Edge Productions взялась за производство сиквела, увеличив при этом бюджет, и прочих слэшеров с героями детских сказок, являющихся общественным достоянием. В Интернете студия сообщила, что действие всех этих проектов разворачивается в одной кинематографической вселенной, а персонажи из своих сольных фильмов встретятся в кроссовере.
В марте 2024 года Jagged Edge Productions дала франшизе название «Вселенная извращённого детства» (англ. The Twisted Childhood Universe) и анонсировала целую линейку фильмов, кульминацией которых станет кроссовер «Пухвёрс: Монстры, объединяйтесь».

## Фильмы

### Вышедшие
| Фильм                         | Дата релиза в Великобритании | Режиссёр            | Сценарист           | Продюсеры                          |
| ----------------------------- | ---------------------------- | ------------------- | ------------------- | ---------------------------------- |
| Винни-Пух: Кровь и мёд        | 10 марта 2023                | Рис Фрейк-Уотерфилд | Рис Фрейк-Уотерфилд | Рис Фрейк-Уотерфилд, Скотт Джеффри |
| Винни-Пух: Кровь и мёд 2      | 7 июня 2024                  | Рис Фрейк-Уотерфилд | Мэтт Лесли          | Рис Фрейк-Уотерфилд, Скотт Джеффри |
| Питер Пэн. Кошмар в Нетландии | 24 февраля 2025              | Скотт Чемберс       | Скотт Чемберс       | Рис Фрейк-Уотерфилд, Скотт Джеффри |
| Бэмби. Лесной кошмар          | 25 июля 2025                 | Дэн Аллен           | Рис Уоррингтон      | Рис Фрейк-Уотерфилд, Скотт Джеффри |

#### «Винни-Пух: Кровь и мёд» (2023)
Первый фильм франшизы — «Винни-Пух: Кровь и мёд» — повествует о Винни-Пухе и Пятаке, злодеях-мизантропах. В 2022 году оригинальная повесть о Винни-Пухе за авторством Алана Милна перешла в общественное достояние, после чего Рис Фрейк-Уотерфилд пустил в разработку «Кровь и мёд». Сначала релиз планировался на октябрь 2022 года, но Фрейк-Уотерфилд, увидев популярность картины в сети после анонса, отправил «Винни-Пуха» на пересъёмки и перенёс премьеру в Великобритании на 10 марта 2023 года. 15 февраля того же года он вышел в США, а 16 февраля — в России. По всему миру фильм заработал 7,7 млн долларов при бюджете в 50 тысяч долларов.

#### «Винни-Пух: Кровь и мёд 2» (2024)
Фрейк-Уотерфилд анонсировал фильм «Винни-Пух: Кровь и мёд 2» в ноябре 2022 года. Актёрский состав был обновлён, а бюджет стал больше в десять раз, чем у первой картины. В сентябре 2023 года в Интернете появились первые кадры. Кинопремьера «Крови и мёда 2» состоялась 26 марта 2024 года в США, 30 мая — в России и 7 июня того же года — в Великобритании. На мировой арене фильм заработал 7,5 млн долларов при бюджете в 500 тысяч долларов.

#### «Питер Пэн. Кошмар в Нетландии» (2025)
В ноябре 2022 года в разработку был пущен фильм ужасов про Питера Пэна, «Питер Пэн. Кошмар в Нетландии». Продюсерами вновь выступили Рис Фрейк-Уотерфилд и Скотт Чемберс (он же Скотт Джеффри). Позже стало известно, что Чемберс является режиссёром и сценаристом фильма; по его словам, вдохновением для создания ленты послужило французское кино («Кровавая жатва») и американский хоррор «Чёрный телефон». Сюжет посвящён Венди, разыскивающей своего брата Майкла, которого похитили Пэн и Динь-Динь. В адаптации Чемберса Динь-Динь «подсела на героин и убеждена, что это пыльца фей». Фильм вышел в прокат 13 января 2025 года в США, 24 февраля — в Великобритании и 27 марта — в России. Собрал в мировом прокате 1,2 млн долларов при бюджете в 250—310 тысяч фунтов стерлингов.

#### «Бэмби. Лесной кошмар» (2025)
В ноябре 2022 года Jagged Edge Productions объявила о производстве слэшера «Бэмби. Лесной кошмар» с оленем Бэмби в центре истории. Режиссёром стал Дэн Аллен, сценаристом — Рис Уоррингтон. Продюсерами выступили Рис Фрейк-Уотерфилд и Скотт Чемберс под именем Скотт Джеффри. Сюжет рассказывает о женщине по имени Ксана и её сыне Бенджи, которые вынуждены бороться за выживание, столкнувшись после автокатастрофы со смертоносным оленем-мутантом Бэмби. Внешний вид Бэмби создавался на основе существа из «Ритуала» 2017 года; «Бэмби станет злобной машиной для убийств, скрывающейся в глуши», — говорил Чемберс. Фильм вышел в США и Великобритании 25 июля 2025 года, а в России выйдет 16 октября.

### Будущие
| Фильм                           | Дата релиза в Великобритании | Режиссёр            | Сценарист(ы)                       | Продюсеры                          | Статус           |
| ------------------------------- | ---------------------------- | ------------------- | ---------------------------------- | ---------------------------------- | ---------------- |
| Пиноккио: Развязный             | 2025                         | Рис Фрейк-Уотерфилд | Рис Фрейк-Уотерфилд                | Рис Фрейк-Уотерфилд, Скотт Джеффри | Постпроизводство |
| Пухвёрс: Монстры, объединяйтесь | 2026                         | Рис Фрейк-Уотерфилд | Рис Фрейк-Уотерфилд, Скотт Чемберс | Рис Фрейк-Уотерфилд, Скотт Джеффри | Предпроизводство |
| Винни-Пух: Кровь и мёд 3        | 2026                         | Скотт Чемберс       | Ричард Стэнли                      | Рис Фрейк-Уотерфилд, Скотт Джеффри | Предпроизводство |

#### «Пиноккио: Развязный» (2025)
В январе 2024 года Jagged Edge Productions анонсировала слэшер «Пиноккио: Развязный» с главным героем книги «Приключения Пиноккио» в центре повествования. В том же месяце компания опубликовала концепт-арт с изображением самого Пиноккио. Режиссёром и сценаристом выступил Рис Фрейк-Уотерфилд, продюсером — Джеффри. Главный герой — Джеймс, внук Джеппетто, — встречает волшебную марионетку своего дедушки — Пиноккио, — и знакомит её с внешним миром, но наивность Пиноккио берёт над ним верх, и он отправляется в крестовый поход, чтобы уничтожить всё плохое. Фильм выйдет в 2025 году.

#### «Пухвёрс: Монстры, объединяйтесь» (2025)
В марте 2024 года Jagged Edge Productions объявила о разработке кульминации франшизы — фильма-кроссовера «Пухвёрс: Монстры, объединяйтесь». Сюжет будет вращаться вокруг всех персонажей предыдущих картин: «извращённые» версии героев детских сказок объединятся, чтобы убить своих врагов, а затем уничтожить мир. В команду чудовищ войдут Винни-Пух, Тигра, Пятак, Сова, Бэмби, Питер Пэн, Динь-Динь и Пиноккио, а также Кролик, Спящая красавица, Безумный Шляпник, Чеширский Кот и Мэри Поппинс. Режиссёром и продюсером выступил Рис Фрейк-Уотерфилд при участии Скотта Чемберса. По словам Чемберса, самыми «ужасными» персонажами фильма станут Пэн, Поппинс и Шляпник. Релиз запланирован на конец 2025 года.

#### «Винни-Пух: Кровь и мёд 3» (2026)
В марте 2024 года, вслед за релизом фильма «Винни-Пух: Кровь и мёд 2», Фрейк-Уотерфилд и Чемберс анонсировали «Винни-Пух: Кровь и мёд 3». В нём появятся Кролик, Слонопотамы, Бука и Бяка. Бюджет будет больше, чем у предыдущих фильмов. В январе 2025 года продюсер Скотт Чемберс сказал, что этот фильм станет частью второй фазы «Вселенной извращённого детства», которая стартует после событий кроссовера «Пухвёрс: Монстры, объединяйтесь». Автором сценария стал Ричард Стэнли, а режиссёром — Чемберс.

### В разработке
| Фильм                                                    | Дата релиза в Великобритании | Режиссёр      | Сценарист(ы)   | Продюсер(ы)                        | Статус       |
| -------------------------------------------------------- | ---------------------------- | ------------- | -------------- | ---------------------------------- | ------------ |
| Пробуждение спящей красавицы                             | TBA                          | Винс Найт     | Рис Уоррингтон | Рис Фрейк-Уотерфилд, Скотт Джеффри | В разработке |
| Белоснежка возвращается                                  | TBA                          | TBA           | TBA            | Рис Фрейк-Уотерфилд, Скотт Джеффри | В разработке |
| Безумная Алиса                                           | TBA                          | Скотт Чемберс | Скотт Чемберс  | Рис Фрейк-Уотерфилд, Скотт Джеффри | В разработке |
| Возвращение Тигры                                        | TBA                          | TBA           | TBA            | Рис Фрейк-Уотерфилд, Скотт Джеффри | В разработке |
| безымянный фильм о Мэри Поппинс                          | TBA                          | TBA           | TBA            | Рис Фрейк-Уотерфилд, Скотт Джеффри | В разработке |
| безымянный сиквел фильма «Питер Пэн. Кошмар в Нетландии» | TBA                          | TBA           | Скотт Чемберс  | Рис Фрейк-Уотерфилд, Скотт Джеффри | В разработке |

#### «Пробуждение спящей красавицы» (TBA)
В марте 2024 года студия подтвердила, что в число проектов, разрабатываемых для франшизы, входит «Пробуждение спящей красавицы»; ранее на просторах IMDb появилась страница данной ленты, указанной как будущий фильм Jagged Edge Productions.

#### «Белоснежка возвращается» (TBA)
В мае 2024 года на Каннском кинофестивале засветился постер одного из будущих фильмов ужасов — «Белоснежка возвращается».

#### «Безумная Алиса» (TBA)
В январе 2025 года Чемберс заявил, что Безумный Шляпник — один из главных злодеев франшизы — получит сольный фильм в рамках кинофраншизы после появления в кроссовере. В том же месяце продюсер объявил официальное название проекта — «Безумная Алиса». Сама Алиса будет изображена как эскортница в агентстве «Белый Кролик», преследуемая Шляпником. Режиссировать картину — которая войдёт во вторую фазу «Вселенной извращённого детства» — планирует Чемберс, вдохновившийся фильмами ужасов «Ужас в опере», «Маньяк» и «Максин XXX».

#### «Возвращение Тигры» (TBA)
В январе 2025 года Чемберс анонсировал спин-офф хоррора «Винни-Пух: Кровь и мёд», в котором главным героем станет Тигра. Он войдет во вторую фазу франшизы. Производство начнётся после релиза кроссовера. По словам продюсера, идея снять отдельный фильм о Тигре возникла из-за того, что персонаж понравился зрителям в фильме «Винни-Пух: Кровь и мёд 2».

#### Безымянный фильм о Мэри Поппинс (TBA)
В январе 2025 года Чемберс объявил, что Мэри Поппинс, как и Безумный Шляпник, после дебюта в кроссовере обзаведётся своим собственным фильмом; при этом он отметил, что в сюжете «Пухвёрса» она будет похитительницей.

#### Безымянный сиквел фильма «Питер Пэн. Кошмар в Нетландии» (TBA)
В январе 2025 года Чемберс поделился с редакцией ComicBook своими планами касательно продолжения фильма ужасов о Питере Пэне. Он подчеркнул, что это станет возможным, если «Кошмар в Нетландии» хорошо покажет себя в прокате. Кроме того, Чемберс поделился информацией о потенциальном сюжете продолжения: так, если в первом фильме Пэн действует в Нетландии под воздействием наркотиков, что даёт зрителям повод усомниться в реальности этого места, то в сиквеле же раскроется, что Нетландия действительно существует.

## Актёры и персонажи
| Персонаж                       | Фильмы                         | Фильмы                                                | Фильмы                        | Фильмы               | Фильмы              | Фильмы                          | Фильмы                   | Фильмы                       | Фильмы                  |
| Персонаж                       | Винни-Пух: Кровь и мёд         | Винни-Пух: Кровь и мёд 2                              | Питер Пэн. Кошмар в Нетландии | Бэмби. Лесной кошмар | Пиноккио: Развязный | Пухвёрс: Монстры, объединяйтесь | Винни-Пух: Кровь и мёд 3 | Пробуждение спящей красавицы | Белоснежка возвращается |
| Персонаж                       | 2023                           | 2024                                                  | 2025                          | 2025                 | 2025                | 2025                            | 2026                     | TBA                          | TBA                     |
| ------------------------------ | ------------------------------ | ----------------------------------------------------- | ----------------------------- | -------------------- | ------------------- | ------------------------------- | ------------------------ | ---------------------------- | ----------------------- |
| Кристофер Робин                | Николай ЛеонФредерик ДэллоуэйД | Скотт ЧемберсМейсон ГолдДНиколай ЛеонА                |                               |                      |                     | Скотт Чемберс                   | TBA                      |                              |                         |
| Уильям «Билли» Робин Винни-Пух | Крейг Дэвид Даусетт            | Райан ОливаПитер Десоуза-ФейхониДКрейг Дэвид ДаусеттА |                               |                      |                     | Райан Олива                     | TBA                      |                              |                         |
| Пятак                          | Крис Корделл                   | Эдди МаккензиКрис КорделлА                            |                               |                      |                     | Эдди Маккензи                   | TBA                      |                              |                         |
| Мария                          | Мария Тейлор                   | трупС                                                 |                               |                      |                     |                                 |                          |                              |                         |
| Тигра                          |                                | Льюис Сантер                                          |                               |                      |                     | Льюис Сантер                    | TBA                      |                              |                         |
| Сова                           |                                | Маркус Мэсси                                          |                               |                      |                     | Маркус Мэсси                    | TBA                      |                              |                         |
| Питер Пэн                      |                                | концепт-арт                                           | Мартин Портлок                |                      |                     | Мартин Портлок                  |                          |                              |                         |
| Бэмби                          |                                | концепт-арт                                           |                               | компьютерная графика |                     | компьютерная графика            |                          |                              |                         |
| Пиноккио                       |                                | концепт-арт                                           |                               |                      | TBA                 | TBA                             |                          |                              |                         |
| Венди Дарлинг                  |                                |                                                       | Меган Пласито                 |                      |                     | Меган Пласито                   |                          |                              |                         |
| Майкл Дарлинг                  |                                |                                                       | Питер Десоуза-Фейхони         |                      |                     | Питер Десоуза-Фейхони           |                          |                              |                         |
| Динь-Динь                      |                                |                                                       | Кит Грин                      |                      |                     | Кит Грин                        |                          |                              |                         |
| Капитан Джеймс Крюк            |                                |                                                       | Чарити Кейс                   |                      |                     | Чарити Кейс                     |                          |                              |                         |
| Мэри Дарлинг                   |                                | Тереза Бэнем                                          | Тереза Бэнем                  |                      |                     | Тереза Бэнем                    |                          |                              |                         |
| Ксана                          |                                |                                                       |                               | Роксанна Макки       |                     | Роксанна Макки                  |                          |                              |                         |
| Бенджи                         |                                |                                                       |                               | Том Малерон          |                     |                                 |                          |                              |                         |
| Безумный Шляпник               |                                |                                                       |                               |                      |                     | Сэм Барретт                     |                          |                              |                         |
| Спящая красавица               |                                |                                                       |                               |                      |                     | Лора Христова                   |                          | Лора Христова                |                         |
| Кролик                         |                                | концепт-арт                                           |                               |                      |                     | Стивен Стейли                   | Стивен Стейли            |                              |                         |
| Слонопотам                     |                                | концепт-арт                                           |                               |                      |                     |                                 | TBA                      |                              |                         |
| Бука и Бяка                    |                                |                                                       |                               |                      |                     |                                 | TBA                      |                              |                         |
| Белоснежка                     |                                |                                                       |                               |                      |                     |                                 |                          |                              | TBA                     |

## Восприятие
| Фильм                         | Дата релиза в Великобритании | Сборы    | Бюджет            |
| ----------------------------- | ---------------------------- | -------- | ----------------- |
| Винни-Пух: Кровь и мёд        | 10 марта 2023                | $7,7 млн | $50 000           |
| Винни-Пух: Кровь и мёд 2      | 7 июня 2024                  | $7,5 млн | $500 000          |
| Питер Пэн. Кошмар в Нетландии | 24 февраля 2025              | $1,1 млн | £250 000—£310 000 |
| Бэмби. Лесной кошмар          | 25 июля 2025                 | $196 976 | N/A               |

| Фильм                         |                    |                  |
| Фильм                         | Rotten Tomatoes    | Metacritic       |
| ----------------------------- | ------------------ | ---------------- |
| Винни-Пух: Кровь и мёд        | 3 % (65 рецензий)  | 16 (19 рецензий) |
| Винни-Пух: Кровь и мёд 2      | 48 % (44 рецензии) | 27 (9 рецензий)  |
| Питер Пэн. Кошмар в Нетландии | 43 % (23 рецензии) | 50 (4 рецензии)  |
| Бэмби. Лесной кошмар          | 63 % (16 рецензий) | [ 67 ]           |